# Abralia redfieldi
Abralia redfieldi е вид главоного от семейство Enoploteuthidae.

## Разпространение
Видът е разпространен в Аржентина, Бахамски острови, Канада, Португалия (Мадейра), САЩ, Суринам и Южна Африка.